# 金木駅
金木駅（かなぎえき）は、青森県五所川原市金木町芦野にある、津軽鉄道津軽鉄道線の駅である。

## 歴史
- 1930年（昭和5年）
  - 7月15日：開業。
  - 10月4日：当駅 - 大沢内駅間の延伸に伴い途中駅となる。
- 2003年（平成15年）12月25日：駅舎新築。金木交流プラザを併設する[1]。

## 駅構造

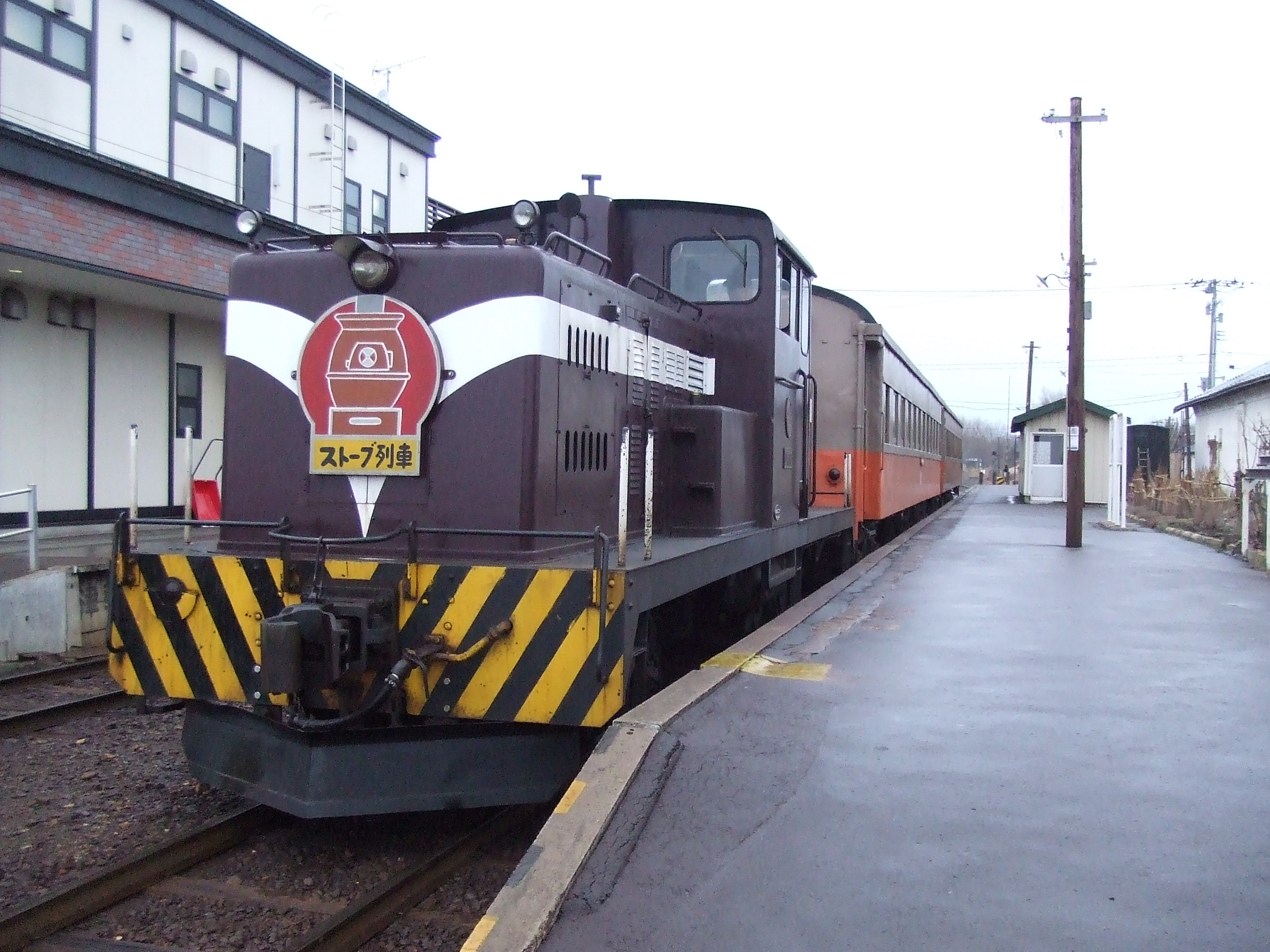
駅構内（2007年1月）
（「ストーブ列車」が停車中）

相対式ホーム2面2線を有する地上駅。両ホーム間は構内踏切で連絡している。津軽鉄道線の中で唯一列車交換可能な駅であり、構内には腕木式信号機がある。

### のりば
| 番線 | 路線        | 方向 | 行先             |
| ---- | ----------- | ---- | ---------------- |
| 1    | ■津軽鉄道線 | 下り | 津軽中里方面     |
| 2    | ■津軽鉄道線 | 上り | 津軽五所川原方面 |

備考
- 社員配置駅であり、夜間滞泊が設定されている。
- 駅舎には「金木交流プラザ」が併設されている。駅部分には駅長事務室、出札窓口（営業時間:5時30分 - 21時10分）を設置する。
- 出札窓口では硬券（入場券・乗車券）を発売している。

## 利用状況
| 1日乗降人員推移 | 1日乗降人員推移 |
| 年度            | 1日平均人数     |
| --------------- | --------------- |
| 2011年          | 351             |
| 2012年          | 355             |
| 2013年          | 341             |
| 2014年          | 290             |
| 2015年          | 298             |

## 駅周辺
- 青森県道101号金木停車場線
  - 青森県道2号屏風山内真部線
    - 国道339号
- 斜陽館 - 太宰治の生家
- 津軽三味線会館
- 青森みちのく銀行金木中央支店
- 弘南バス斜陽館前バス停（五所川原 - 小泊線）
  - いずれも駅より約500メートル（徒歩7分）。
- JAつがるにしきた 津軽北部統括支店
- 金木郵便局
- 五所川原市役所 金木庁舎（旧金木町役場）
  - 五所川原市立図書館金木分館（金木庁舎内・2021年5月6日に芦野公園近くにあった「伊藤忠吉記念図書館」を移転・改称）
  - 金木町商工会館
  - 金木町保健センター
- 弘前大学農学生命科学部附属生物共生教育研究センター金木農場
- ぽっぽ家（食堂。駅舎2階にあったが移転）

## 隣の駅
津軽鉄道
■津軽鉄道線
嘉瀬駅 - 金木駅 - 芦野公園駅